# Protocollo di Madrid

Bandiera del Trattato Antartico

Il Protocollo sulla protezione dell'Ambiente antartico, comunemente indicato come Protocollo di Madrid, è uno strumento legislativo complementare al Trattato Antartico, firmato il 4 ottobre 1991 a Madrid ed entrato in vigore nel 1998. Il protocollo integra e rafforza la responsabilità degli stati membri del Trattato nella tutela dell'ambiente in Antartide. Si compone di 27 articoli, un'appendice di 13 articoli e 6 allegati.
I paesi che partecipano al trattato sono 42, rispetto ai 56 del Trattato Antartico.

## Punti principali
- L'articolo 1 definisce i termini e gli organi citati all'interno del protocollo.
- L'articolo 2 designa l'Antartide come una riserva naturale, devota alla pace e alla scienza.
- L'articolo 3 stabilisce le condizioni applicate alle attività umane in Antartide, che devono essere effettuate e pianificate tenendo conto dei possibili impatti sull'ambiente antartico, evitando effetti negativi su di esso.
- Gli articoli 4 e 5 definiscono le relazioni e la cooperazione tra i vari componenti del Trattato Antartico.
- L'articolo 6 approfondisce il tema della cooperazione, specificando che gli stati sono tenuti a condividere informazioni e risultati della ricerca e a consultarsi riguardo alle loro attività.
- L'articolo 7 proibisce ogni attività correlata alle risorse minerarie che non sia legata alla ricerca scientifica.
- Gli articoli che vanno dal 9 al 27 definiscono gli aspetti tecnici e legislativi del protocollo e delle sue implicazioni, approfondendo i temi del Comitato per la protezione ambientale e delle eventuali dispute territoriali. L'articolo 15 concerne le emergenze ambientali.[3]

## I sei allegati

### I: Valutazioni di impatto ambientale (Environmental Impact Assessment)
Nel primo allegato si stabilisce che tutte le attività svolte nel continente antartico devono essere precedute da una valutazione dell'impatto ambientale, per verificare che queste attività abbiano un impatto solo minimo e transitorio sull'ambiente dell'Antartide, senza andare a intaccarlo e modificarlo.

### II: Conservazione di flora e fauna (Conservation of Antarctic flora and fauna)
Con l'obiettivo di preservare flora e fauna dell'Antartide, si spiega che queste possono essere disturbate da interferenze quali passaggio di elicotteri, aerei, veicoli terrestri, navi o persone a piedi o uso di esplosivi e armi da fuoco. L'articolo definisce inoltre le questioni dell'interazione con le specie animali e dell'introduzione di malattie o specie aliene, vietando anche l'introduzione di cani sul territorio antartico.

### III: Smaltimento e gestione dei rifiuti (Waste disposal and management)
Il terzo allegato stabilisce che la quantità di rifiuti prodotta va ridotta al minimo per non ostacolare le attività e l'ambiente. Rifiuti come materiali radioattivi, batterie elettriche, carburanti, metalli pesanti o tossici, alcuni tipi di plastica che se inceneriti sarebbero nocivi e in generale i rifiuti non compatibili con l'incenerimento devono essere reinviati nello stato che li ha prodotti con le sue attività in Antartide. Tutti gli altri rifiuti vengono inceneriti o collocati in depositi appositi sul territorio antartico.

### IV: Prevenzione dell'inquinamento marino (Prevention of Marine Pollution)
Il quarto allegato vieta lo scarico di rifiuti, petrolio, liquidi nocivi o materiali plastici nei mari all'interno dell'area di competenza del Trattato Antartico.

### V: Aree Protette (Area Protection and Management)
Nel quinto allegato si ridefinisce la suddivisione delle aree protette dell'Antartide, ovvero: 
- Aree Specialmente Protette (ASPA) - Aree terrestri e marine che sono rilevanti e particolari sotto l'aspetto scientifico, della bellezza estetica o storico. L'ingresso in queste aree è vietato senza uno speciale permesso. Da marzo 2024 le aree sono 78.
- Aree Specialmente Gestite (ASMA) - Aree terrestri o marine che sono gestite in modo collaborativo dai governi di più stati, nelle quali vi può essere il rischio di conseguenze sull'ambiente o siti di valore storico. Non c'è bisogno di un permesso speciale per l'ingresso. Da marzo 2024 le aree sono 6.
- Siti Storici e Monumenti (HSM) - Siti o monumenti di valore storico, che possono anche trovarsi all'interno di ASPA o ASMA.[8] Da marzo 2024 i siti sono 95.[9]

### VI: Responsabilità derivanti dalle emergenze ambientali (Responsibility arising from Environmental Emergencies)
Il sesto allegato stabilisce le misure per prevenire ed eventualmente fronteggiare emergenze ambientali, definendo gli aspetti legali e le responsabilità dei vari stati. Approvata nel 2006, al 2024 si sta ancora aspettando l'approvazione di tutti i 22 stati per farla entrare in vigore.